# Herman Visser
Herman Lodewijk Alexander Visser (Amersfoort, 24 april 1872 - Deventer, 28 mei 1943) was een Joodse filosoof en jurist, die tijdens de Tweede Wereldoorlog zelfmoord verkoos in plaats van in een concentratiekamp omgebracht te worden door de nazi's.
Visser volgde het gymnasium in Dordrecht en studeerde hierna rechtswetenschappen aan de Universiteit Leiden en aan de Universiteit van Amsterdam. In 1896 promoveerde hij aan de Amsterdamse universiteit in de rechtswetenschappen op een proefschrift Psychiatrisch toezicht in gevangenissen.
Na zijn promotie vestigde Visser zich als jurist en advocaat in Amsterdam aan de Herengracht nummer 595, terwijl hij zelf aan de Keizersgracht woonde. In 1924 vestigde hij zich in Voorst waar hij zich verder op zijn wetenschappelijke arbeid richtte.
Visser heeft de helft van zijn vermogen nagelaten aan het Algemeen-Nederlands Verbond (ANV), waarmee het fonds voor de ANV-Visser Neerlandia-prijs is gevormd.

## Publicaties
- 1896. Psychiatrisch toezicht in gevangenissen. Van Holkema & Warendorf.
- 1911. De psyche der menigte : bijdrage tot de studie der collectief psychologische verschijnselen. Tjeenk Willink
- 1916. De collectieve psyche in recht en staat. H.D. Tjeenk Willink
- 1920. Collectief-psychologische omtrekken. Tjeenk Willink
- 1922. Karakter als cultuurelement. Tjeenk Willink
- 1927. Wetenschap en leven : bijdrage tot een wereldbeschouwing. Tjeenk Willink
- 1928. Waardenhiërarchie en ethische sfeer. Groningen
- 1931. Uitvinding als cultuurwaarde. Tjeenk Willink
- 1933. Nietzsche, de goede Europeaan. Thieme & cie
- 1936. Overdrijving en derde mogelijkheid : cultuurstudie in nieuw-Erasmiaanschen geest. Kemink.